# جي. أ. مور
جي. أ. مور (بالإنجليزية: G. A. Moore)‏ هو مدير فني أمريكي، ولد في 1939 في موستانغ في الولايات المتحدة.